# 武塔-法恩罗达
武塔-法恩罗达是德国图林根州的一个市镇。总面积36.55平方公里，总人口6572人，其中男性3389人，女性3183人（2011年12月31日），人口密度180人/平方公里。